# Biskupin (powiat lipnowski)
Biskupin – wieś w Polsce położona w województwie kujawsko-pomorskim, w powiecie lipnowskim, w gminie Lipno.
Na terenach Biskupina powstała w 2018 drużyna piłkarska Gwardia Biskupin.

## Podział administracyjny
W latach 1975–1998 miejscowość należała administracyjnie do województwa włocławskiego.

## Demografia
Według Narodowego Spisu Powszechnego (III 2011 r.) wieś liczyła 288 mieszkańców. Jest dziewiętnastą co do wielkości miejscowością gminy Lipno.